# Mario Evaristo
Marino Evaristo, més conegut com a Mario Evaristo, (10 de desembre de 1908 - 30 d'abril de 1993) fou un futbolista argentí dels anys 30.
Tot i ser batejat amb el nom de Marino, canvià el seu nom per Mario, com fou més conegut. Jugà per Club Atlético Independiente i Boca Juniors. Amb aquest darrer guanyà la lliga argentina del 1931. També jugà a Itàlia pel Genoa CFC i a França pel Niça i l'Antíbol.
El seu germà, Juan Evaristo, també fou internacional argentí.

## Palmarès
| Temporada | Equip                      | Títol                     |
| --------- | -------------------------- | ------------------------- |
| 1926      | Club Atlético Boca Juniors | Lliga argentina de futbol |
| 1926      | Club Atlético Boca Juniors | Copa Estimulo             |
| 1930      | Club Atlético Boca Juniors | Lliga argentina de futbol |
| 1931      | Club Atlético Boca Juniors | Lliga argentina de futbol |
| 1932      | Sportivo Barracas          | Campionat amateur AAAF    |